# Tateyama Kōkū Kichi

i7
i11
i13

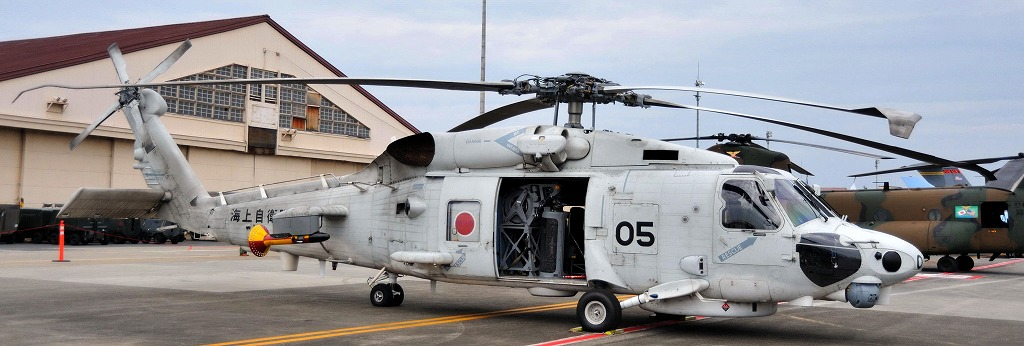
JMSD SH-60K am Tateyama Kōkū Kichi

Tateyama Kōkū Kichi (jap. 館山航空基地, dt. „Luftstützpunkt Tateyama“, engl. JMSDF Tateyama Air Base) ist eine japanische Militär-Hubschrauberbasis außerhalb der Stadt Tateyama direkt an der Pazifikküste in der Präfektur Chiba in Japan.

## Geschichte
Tateyama Kōkū Kichi, an der Südspitze der Bōsō-Halbinsel gelegen, wurde ursprünglich im Jahr 1930 von der Kaiserlichen Japanischen Marine als Militärflugplatz für das Tateyama-Marineluftgeschwader gebaut. Vorgelagert war ein Wasserflugplatz für die japanischen Kamikaze Wasserflugzeuge. Während des Zweiten Weltkrieges wurde der Flugplatz von der US Army durch die 1. US-Kavalleriedivision durch Panzereinheiten erobert und besetzt und von der United States Air Force weiter genutzt.
1953 wurde die Basis an die japanische Regierung zurück übertragen. Tateyama wurde danach zum größten Hubschrauberlandeplatz in Japan umgebaut. Seit 1961 sind dort die sechs Hubschrauberverbände der japanischen Maritimen Selbstverteidigungsstreitkräfte stationiert.
Der Hubschrauberlandeplatz Tateyama Kōkū Kichi ist in der Japanese AIP und in der AIS Japan unter ICAO-Code RJTE veröffentlicht.